# 선덜랜드 AFC
선덜랜드 어소시에이션 풋볼 클럽(영어: Sunderland Association Football Club)은 잉글랜드 타인 위어 주를 연고로 하는 축구 클럽이다. 1879년에 창단된 이후, 6번의 1부 리그 우승을 차지하였다. 1937년와 1973년에는 FA컵에서 우승을 차지하였다.
1937년 프레스턴 노스 엔드를 3-1로 꺾고 FA컵을 차지하여 첫 우승 트로피를 들어올렸으며, 1958년 역사상 처음으로 강등 당하기 전까지 68 시즌 동안 1부 리그에서 활약하였다. 선덜랜드는 1973년 리즈 유나이티드를 1-0으로 물리치고 클럽 사상 2번째로 FA컵을 차지한 바 있다. 이것이 제2차 세계 대전 이후 구단 최고의 기록이다.
선덜랜드의 홈 구장은 스타디움 오브 라이트로, 49,000명 규모의 경기장이다. 1997년까지 로커 파크를 경기장으로 쓰다가 이후 현재의 경기장으로 옮겨온 것이다. 원래 42,000석이었으나, 2000년 증축 이후 49,000명으로 규모를 늘렸다. 선덜랜드는 뉴캐슬 유나이티드와 강력한 라이벌 의식을 가지고 있으며, 이를 타인 위어 더비라고 한다. 이 더비는 1898년부터 지속되어왔다.

## 역사
글래스고에서 태어나 선덜랜드 지역에서 교사로 일하고 있던 제임스 앨런(Jame Allen)은 1879년 10월 17일 "선덜랜드 & 지방 교사 축구 클럽"을 시작하였고, 선덜랜드 A.F.C.를 조직했다. 1880년 10월 16일 이 클럽은 이름을 "선덜랜드 교사 협회 축구 클럽"으로 개명했다. 당시 아직 "교사"라는 단어가 클럽 이름에 남아 있었으나, 클럽의 재정적 어려움을 덜고 선수층을 보강하고자 일반인에게 클럽 문호를 개방했다. "선덜랜드 교사 AFC"는 유한회사 형태로 되면서 "선덜랜드 AFC"가 됐다. 선덜랜드 AFC는 지역 라이벌이자 "약체" 팀이었던 선덜랜드 앨비언 FC(팀 이름 이니셜이 같다.)를 잘 이용해 먹곤 하였는데, 20세기 초반 선덜랜드 앨비언 FC는 문을 닫았다.
아이러니하게도, 선덜랜드 앨비언을 설립한 사람은 선덜랜드 AFC의 운영 위원회(Committee)에서 제명당한 제임스 앨런이었다. 운영회 이전에 그가 선덜랜드 앨비언을 창단했지만 말이다.
선덜랜드 AFC는 1890-91년 시즌에 스토크 시티를 대신하여 잉글랜드 풋볼 리그에 속하게 됐다. 19세기 말엽, 풋볼 리그의 창립 멤버팀인 애스턴 빌라를 페리 바(Perry Barr) 경기장에서 6-1로 물리치고 나자, 팀은 "최고로 재능 있는 팀"이라는 찬사를 받게 됐다. 1892년에서 1902년 사이에는 리그 우승을 세 번 하였으며, 준우승도 세 번 하였다.
1913년 선덜랜드는 구단 최초로 FA컵 결승에 올랐으나 애스턴 빌라에게 1-0으로 지고 만다. 선덜랜드가 더블을 기록할 뻔했던 해였다.
1935-36년 시즌에서 선덜랜드는 팀의 6번째 리그 우승을 기록했다. 다음 시즌에는 프레스턴 노스 엔드를 웸블리 스타디움에서 3-1로 물리치고 FA컵을 차지했다.
제2차 세계 대전을 겪고 나서, 선덜랜드 AFC는 점차 몰락의 길을 걷게 된다. 수많은 선수 이적을 기록하고 "잉글랜드 클럽 팀들의 은행"이라는 별명을 갖게 되지만 말이다. 1957년 선덜랜드는 큰 회계 부정 사건(1904년 앤드루 매콤비 Andrew MacCombie 사고 이후 팀의 두 번째 큰 사고)에 관련되게 됐다. 클럽은 £5000의 벌금을 물었으며, 클럽 회장과 세 명의 중역이 물러났다. 1958년, 68년 팀 역사 최초로 1부리그에서 강등됐다.
선덜랜드는 1973년 FA컵 결승에서 리즈 유나이티드를 물리치고 우승을 했다. 당시 2부리그 팀이었던 선덜랜드는 리미 몽고메리가 피터 로리머의 골을 두 번씩이나 경이적으로 선방한 데 힘입어 경기에 승리했다. 30분경 이언 포터필드가 강한 발리 슛으로 리즈의 골문을 흔들어 놓았고, 이것이 결승점이 됐다. 1973년 이래로 1부리그가 아닌 팀이 FA 컵에서 우승한 적은 1976년 사우샘프턴, 1980년 웨스트 햄 유나이티드의 두 차례밖에 없었다.
1985년 클럽 사상 최초로 풋볼 리그 컵 결승에 진출했다. 안타깝게 노리치 시티에 1-0으로 졌다.
1987년 선덜랜드 역사상 가장 낮은 승점을 기록했다. 클럽 역사상 최초로, 잉글랜드 축구 3부리그로 강등되었다. 그러나 새로운 회장인 밥 머래이와 신임 감독 데니스 스미스의 지도 아래 3부 리그 우승을 차지하여 다음 해는 2부 리그로 승격했다.
1995년에 2부리그에서 우승을 차지하여 프리미어리그로 승격되었으나 최하위를 기록하여 한 시즌만에 다시 강등되었다. 그러나 2년 뒤 다시 승격하여 두 시즌 연속으로 7위를 기록하는 좋은 모습을 보였으나 2003년 최하위를 기록하여 또 다시 강등되고 만다.
2004-2005 시즌에 챔피언십에서 우승을 차지하고 프리미어리그로 복귀하였지만 최하위를 기록해 또 다시 강등된다. 이 때 선덜랜드의 승점은 15점이었는데 당시 프리미어리그 출범 이후 최저 승점 기록이였다.
2006년 맨체스터 유나이티드의 전설인 로이 킨이 감독으로 부임하였고 뛰어난 지도력으로 팀을 우승으로 이끌어 한 시즌만에 프리미어리그 복귀에 성공한다. 2007-08 시즌을 15위로 마쳐 잔류하는데 성공한 선덜랜드는 2009년 스티브 브루스 감독 부임 이후 13위, 10위 라는 준수한 성적을 거두며 계속적으로 프리미어리그에 참가하게 된다.
2010년 11월 스티브 브루스 감독이 성적 부진으로 경질되고 마틴 오닐이 신임 감독으로 부임하게 되었고 2011-12 시즌을 13위로 마감한다.
2012년 12월 마틴 오닐 감독이 성적 부진으로 경질되고 파올로 디 카니오 감독이 선임되었고 프리미어리그 2012-13 시즌을 17위로 마감했다.
2017년 5월 본머스한테 패배하면서 챔피언십으로 강등되었다.
이후 EFL 챔피언십에서도 강등되어서 18-19 시즌 이후부터는 EFL 리그 원에서 참가하고 있다.

## 통계
클럽 역사 117년 동안(그 중 76년간 1부리그에 있었다.) 선덜랜드 AFC는 4,700여 회의 리그 게임을 치렀다. 41%의 경기에서는 이겼고, 24%의 경기에서는 비겼고, 35%의 경기에서는 졌다. 선덜랜드는 리그 통산 +600점을 넘는 골득실차를 기록하고 있다.
선덜랜드는 1936년 리그 우승을 차지하였다. 이후 1950년 리그 3위를 기록한 것이 최고 기록이다. 1999-2000년 시즌에는 7위를 기록하였다. 1958년 리그 강등을 당한 뒤로, 선덜랜드는 어느 한 리그에서 강등이나 승격없이 6년 이상을 계속 머문 적이 없다.

## 선수 명단

### 현재 선수 명단
참고: FIFA 자격 규정에 따라 소속된 국가대표팀 국기를 표시합니다. 선수는 복수의 FIFA 비회원국 국적을 가지고 있을 수 있습니다.
| 번호 | 포지션 | 국적             | 이름                                     |
| ---- | ------ | ---------------- | ---------------------------------------- |
| 1    | GK     | 잉글랜드         | 제이슨 스틸                              |
| 2    | DF     | 잉글랜드         | 빌리 존스                                |
| 3    | DF     | 코스타리카       | 브라이언 오비에도                        |
| 4    | MF     | 북아일랜드       | 패트릭 맥네어                            |
| 6    | MF     | 잉글랜드         | 리 캐터몰                                |
| 7    | MF     | 웨일스           | 조니 윌리엄스 (크리스털 팰리스에서 임대) |
| 8    | MF     | 잉글랜드         | 잭 로드웰                                |
| 9    | FW     | 잉글랜드         | 애슐리 플레처 (미들즈브러에서 임대)      |
| 11   | FW     | 콩고 민주 공화국 | 카젱가 루아루아                          |
| 12   | GK     | 북아일랜드       | 리 캠프 (카디프 시티에서 임대)           |
| 13   | MF     | 잉글랜드         | 칼럼 맥매너먼                            |
| 14   | FW     | 잉글랜드         | 던컨 왓모어                              |
| 15   | DF     | 잉글랜드         | 브렌던 갤러웨이 (에버턴에서 임대)        |
| 18   | DF     | 잉글랜드         | 타이어스 브라우닝 (에버턴에서 임대)      |

| 번호 | 포지션 | 국적         | 이름                             |
| ---- | ------ | ------------ | -------------------------------- |
| 19   | MF     | 아일랜드     | 에이든 맥기디                    |
| 20   | FW     | 잉글랜드     | 조쉬 마자                        |
| 21   | DF     | 웨일스       | 아담 매튜스                      |
| 22   | DF     | 스코틀랜드   | 도널드 러브                      |
| 23   | DF     | 코트디부아르 | 라미네 코네                      |
| 25   | GK     |              | 로빈 루이터                      |
| 26   | MF     | 잉글랜드     | 조지 허니맨                      |
| 27   | MF     |              | 린든 구치                        |
| 28   | MF     | 잉글랜드     | 이던 롭슨                        |
| 29   | FW     |              | 조엘 아소로                      |
| 32   | GK     |              | 막스 스트리에크                  |
| 35   | DF     | 잉글랜드     | 제이크 클락 솔터 (첼시에서 임대) |
| 36   | DF     | 아일랜드     | 마크 윌슨                        |
| 40   | MF     | 잉글랜드     | 엘리엇 엠블레톤                  |

### 임대 선수 명단
참고: FIFA 자격 규정에 따라 소속된 국가대표팀 국기를 표시합니다. 선수는 복수의 FIFA 비회원국 국적을 가지고 있을 수 있습니다.
| 번호 | 포지션 | 국적 | 이름                                 |
| ---- | ------ | ---- | ------------------------------------ |
| —    | DF     |      | 톰 비들링 (던펌린 애슬레틱으로 임대) |

| 번호 | 포지션 | 국적   | 이름                          |
| ---- | ------ | ------ | ----------------------------- |
| —    | DF     | 세네갈 | 파피 질로보지 (디종으로 임대) |

## 역대 감독
| 감독            | 임기        |
| --------------- | ----------- |
| 나이얼 퀸       | 2006        |
| 딕 아드보카트   | 2015        |
| 데이비드 모이스 | 2016 ~ 2017 |

## 역대 성적
- 프리미어리그(풋볼리그1부)
  - (우승6회) : 1891–92, 1892–93, 1894–95, 1901–02, 1912–13, 1935–36
- 풋볼 리그 챔피언십(풋볼리그2부)
  - (우승5회): 1975–76, 1995–96, 1998–99, 2004–05, 2006–07
  - 프로모션(1) : 1989–90
  - Third Division(1) : (level 3) 1987–88
- FA컵
  - 우승: 1937, 1973
- EFL 트로피
  - 우승: 2021
  - 준우승: 2019
- 풋볼 리그 컵 
  - 준우승: 2014
- FA 커뮤니티 실드 
  - 우승: 1936
  - Sheriff of London Charity Shield(1) : 1903